# Luka Maros
Luka Maros (Zúrich, 20 de marzo de 1994) es un jugador de balonmano suizo que juega de lateral izquierdo en el Kadetten Schaffhausen. Es internacional con la selección de balonmano de Suiza.
Su primer gran campeonato con la selección fue el Campeonato Europeo de Balonmano Masculino de 2020.

## Palmarés

### Pfadi Winterthur
- Copa de Suiza de balonmano (1): 2015

### Kadetten Schaffhausen
- Liga de balonmano de Suiza (6): 2016, 2017, 2019, 2022, 2023, 2024
- Copa de Suiza de balonmano (3): 2016, 2021, 2024

## Clubes
| Club                  | País  | Año         |
| --------------------- | ----- | ----------- |
| Amicitia Zurich       | Suiza | 2011 - 2013 |
| Pfadi Winterthur      | Suiza | 2013 - 2015 |
| Kadetten Schaffhausen | Suiza | 2015 - Act. |